# Збигњев Воићицки
Закопане
Збигњев Чеслав Воицки (пољ. Zbigniew Czesław Wóycicki; Закопане, 1. јуни 1902. — Закопане, 2. април 1928) је био пољски официр и скијаш.
Воицки је рођен у Закопану. Био је вођа националног тима који је учествовао на Зимским олимпијским играма 1924. и Зимским олимпијским играма 1928.. 1924 пољски тим је одустао због лоших временских услова. 1928 имао је чин поручника и са пољским тимом је завршио такмичење на седмом месту. Исте године је умро у свом родном граду.